# Geleitzug HX 92
Der Geleitzug HX 92 war ein alliierter Geleitzug der HX-Geleitzugserie zur Versorgung Großbritanniens im Zweiten Weltkrieg. Er fuhr am 29. November 1940 im kanadischen Halifax ab und traf am 12. Dezember in Liverpool ein. Die Alliierten verloren durch deutsche U-Boote vier Frachtschiffe mit 26.111 BRT.

## Zusammensetzung und Sicherung

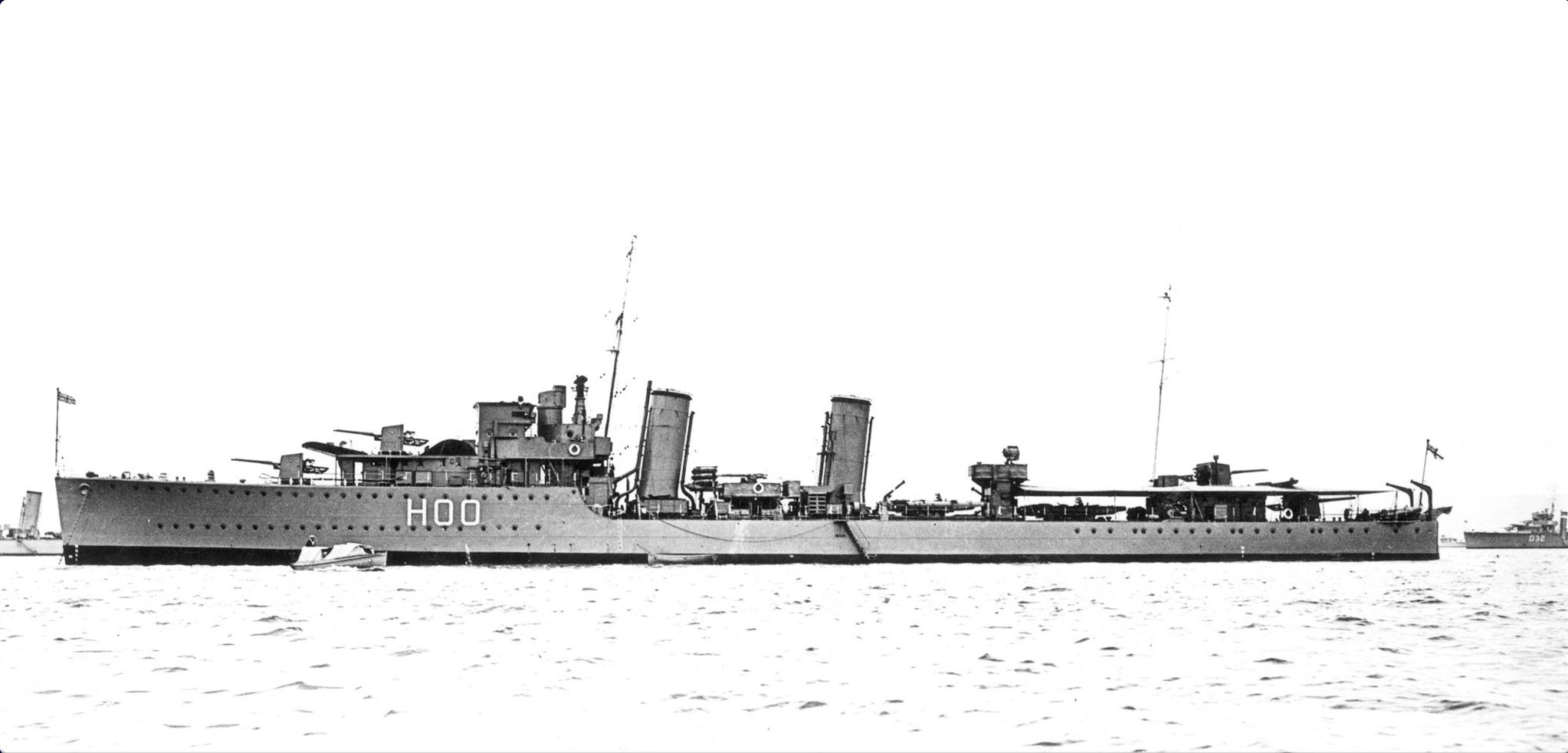
Zerstörer Restigouche

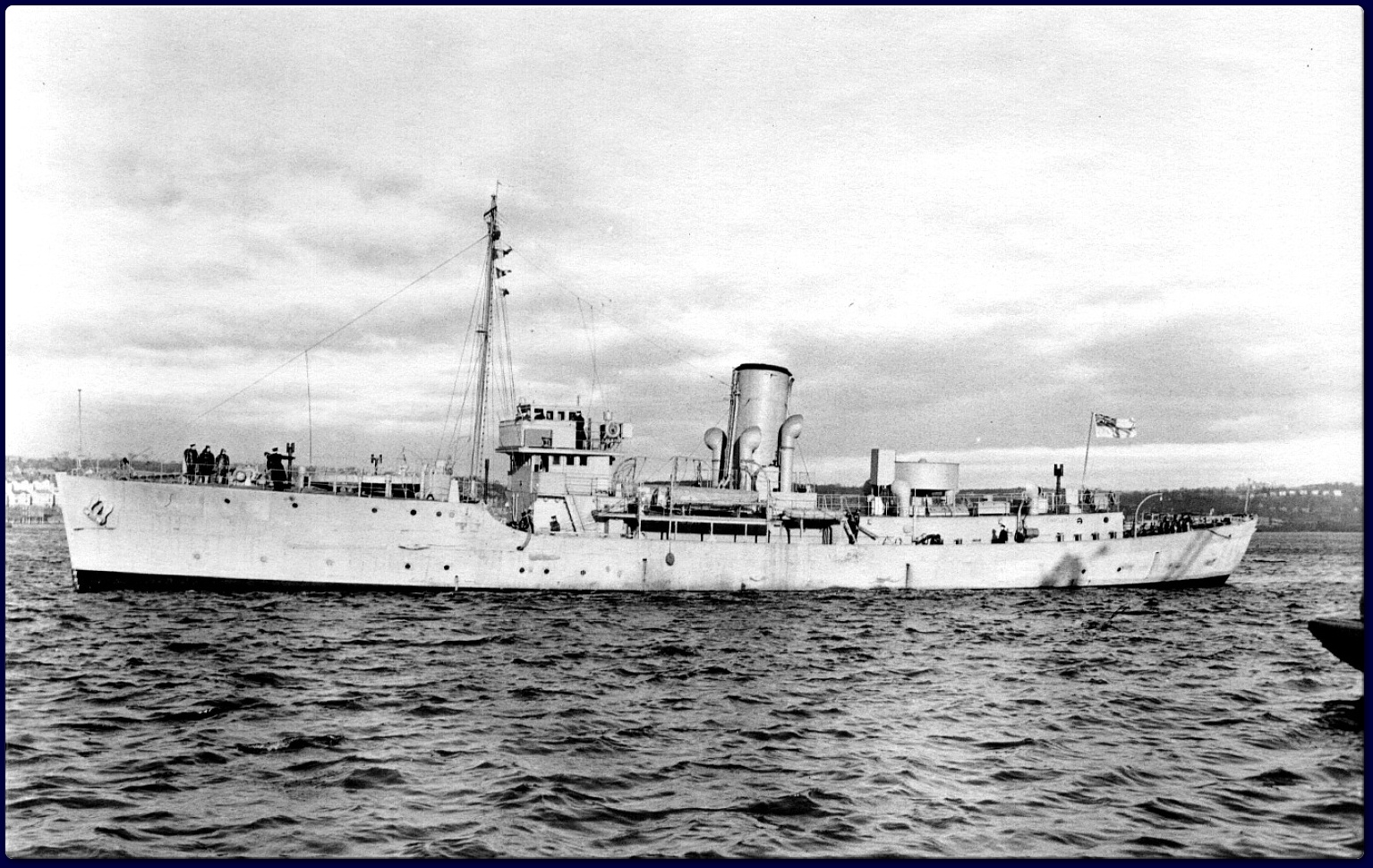
Korvette Windflower

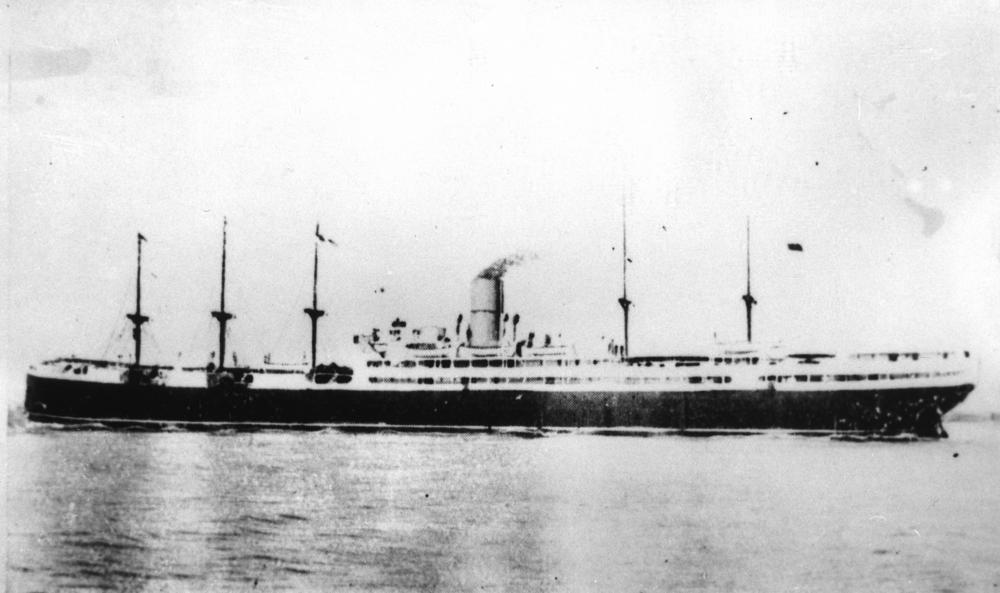
Frachter Rotorua

Der Geleitzug HX 92 setzte sich aus 24 Frachtschiffen zusammen. Am 29. November 1940 verließen sie Halifax (Lage) in Richtung Liverpool (Lage). Kommodore des Konvois war Rear Admiral John Uniacke Penrose Fitzgerald, der sich auf der Rotorua eingeschifft hatte.  Beim Auslaufen  sicherte der britische Hilfskreuzer Montclare, der kanadische Zerstörer Restigouche und die kanadische Korvette Windflower den Konvoi. Allerdings verließen die Restigouche und die Windflower den Geleitzug am nächsten Tag, nachdem die kanadische bewaffnete Jacht Elk eintraf. Die Elk blieb bis zum 1. Dezember am Geleitzug und zog danach ab. Vom 2. bis 7. Dezember sicherte dann lediglich die Montclare den Konvoi im mittleren Nordatlantik. Diese wurde am 8. Dezember im Bereich der Western Approaches durch den britischen Zerstörer Wolverine abgelöst. Ab 10. Dezember 1940 kamen noch die britischen Zerstörer Veteran und Chelsea sowie die Korvette Camellia hinzu.
| Name                     | Flagge                 | Vermessung in BRT | Verbleib                                 |
| ------------------------ | ---------------------- | ----------------- | ---------------------------------------- |
| Anna Knudsen             | Norwegen               | 9.057             |                                          |
| Bornholm                 | Vereinigtes Königreich | 3.177             |                                          |
| Cardita                  | Vereinigtes Königreich | 8.237             |                                          |
| Corvus                   | Norwegen               | 1.317             |                                          |
| Dalcross                 | Vereinigtes Königreich | 4.557             |                                          |
| Empire Steelhead         | Vereinigtes Königreich | 7.744             |                                          |
| Iddesleigh               | Vereinigtes Königreich | 5.205             |                                          |
| Kronprinsessan Margareta | Schweden               | 3.746             |                                          |
| Liguria                  | Schweden               | 1.751             |                                          |
| Macedonier               | Belgien                | 5.227             | am 12. Dezember von U 96 versenkt (Lage) |
| Malaren                  | Schweden               | 2.669             |                                          |
| Marathon                 | Griechenland           | 7.926             |                                          |
| Mount Kyllene            | Griechenland           | 3.703             |                                          |
| Pacific                  | Schweden               | 4.978             |                                          |
| Prins Maurits            | Niederlande            | 1.287             |                                          |
| Ragnhildsholm            | Schweden               | 2.818             |                                          |
| Randa                    | Vereinigtes Königreich | 1.555             |                                          |
| Rotorua                  | Vereinigtes Königreich | 10.890            | am 11. Dezember von U 96 versenkt (Lage) |
| Sir Ernest Cassel        | Schweden               | 7.739             |                                          |
| Stigstad                 | Norwegen               | 5.964             |                                          |
| Stureholm                | Schweden               | 4.575             | am 12. Dezember von U 96 versenkt (Lage) |
| Suriname                 | Niederlande            | 7.915             |                                          |
| Towa                     | Niederlande            | 5.419             | am 11. Dezember von U 96 versenkt (Lage) |
| Tungsha                  | Norwegen               | 5.506             |                                          |

## Verlauf
Am 11. Dezember 1940 sichtete das deutsche U-Boot U 96, das zu einer Position als Wetterbeobachter unterwegs war, etwa 110 Seemeilen westlich von St. Kilda eher zufällig den Geleitzug. Da sich keine weiteren U-Boote in der Nähe befanden, bekam der Kommandant Heinrich Lehmann-Willenbrock vom BdU die Erlaubnis sofort anzugreifen. Er brachte bei Tageslicht das U-Boot unter Wasser in Position und traf um 15.12 Uhr mit einem G7e-Torpedo die Rotorura (10.890 BRT), die gefrorene Fleisch- und Milcherzeugnisse transportierte. Daraufhin sank sie nach 20 Minuten über das Heck und riss 22 von 132 Menschen an Bord mit sich, darunter den Kapitän des Schiffes und den Konvoikommodore John Uniacke Penrose Fitzgerald. In der Nacht griff U 96 über Wasser erneut den Geleitzug an und versenkte die niederländische Towa (5.419 BRT) die Getreide geladen hatte unter Verlust von 18 der 37 Crewmitglieder. Anschließend versenkte U 96 nach Mitternacht den schwedischen Frachter Stureholm (4.575 BRT) mit einer Stahlladung, wobei die gesamte 32-köpfige Besatzung getötet wurde, und den belgischen Frachter Macedonier (5.227), der Phosphat geladen hatte und 4 Mann von 47 verlor. Die deutschen U-Boote U 52 und U 100 erreichen den Geleitzug nicht mehr. Insgesamt wurden vier Schiffe mit 26.111 BRT versenkt.